# 60th Street Tunnel
Le 60th Street Tunnel est un tunnel ferroviaire souterrain du métro de New York situé sur la BMT Broadway Line. Il est emprunté par les métros N, Q et R, et relie les arrondissements de Manhattan et du Queens en passant sous l'East River et Roosevelt Island.

## Histoire
Il fut construit dans le cadre des Dual Contracts, signés en 1913 par la ville de New York avec les deux entreprises privées chargées de la construction et de la gestion des lignes du métro à l'époque, l'Interborough Rapid Transit Company (IRT) et la Brooklyn Rapid Transit Company (BRT). Dans les plans originaux, la ligne devait passer sur le Queensboro Bridge qui passe au-dessus de l'East River au niveau de la 59e rue à Manhattan, et rejoint la station Queens Plaza dans le Queens. Cependant, l'effondrement du pont de Québec en 1907 conduisit les ingénieurs à revoir leur plan, en estimant que le pont ne pourrait pas supporter l'ajout des lignes de métro. Il fut donc décidé de creuser un tunnel légèrement plus au nord, en face de la 60e rue. L'ingénieur Clifford Milburn Holland, également à l'origine du Holland Tunnel et du Montague Street Tunnel fut nommé responsable de la réalisation du projet.
Le tunnel fut inauguré le 1er août 1920, le même jour que le Montague Street Tunnel. Les premières dessertes régulières y circulèrent le lendemain, le 2 août 1920. Grâce à ces deux tunnels, les passagers pouvaient réaliser un voyage de 29 km jusqu'à Coney Island moyennant 5 cents. Le coût total de la construction s'éleva à 5 617 009$.
À l'origine, le tunnel prolongeait simplement la BMT Broadway Line jusqu'à la station de Queensboro Plaza, qui était un terminus pour tous les trains, et où les passagers pouvaient changer de métro sur deux lignes aériennes, la BMT Astoria Line et l'IRT Flushing Line (qui étaient équipées seulement pour les trains de la Division A, et donc trop étroites pour que les métros de la BMT ne puissent y circuler). En 1949, les parcours des dessertes furent modifiés pour permettre à tous les trains de la BMT de circuler sur lAstoria Line, tandis que tous les trains de l'IRT seraient déplacés sur la Flushing Line. En conséquence, les quais des stations concernées furent rabotés pour permettre aux métros de la BMT, plus larges d'y circuler. En 1955, la 60th Street Tunnel Connection, destinée aux métros de la BMT fut achevée, permettant à tous les trains de la BMT Broadway Line de se connecter à l'IND Queens Boulevard Line au niveau de la station Queens Plaza. Cette jonction est aujourd'hui utilisée par les métros R tandis que les dessertes N et Q continuent à utiliser la connexion avec Queensboro Plaza.